# Marquee Moon (singolo)
Marquee Moon è la title track dell'omonimo album di debutto del gruppo rock statunitense Television, pubblicato nel 1977. È stata interamente scritta da Tom Verlaine.
Si trova al numero 381 della lista delle 500 migliori canzoni della storia e alla posizione 41 della classifica delle 100 migliori canzoni per chitarra, entrambe redatte dalla rivista Rolling Stone. 

## Struttura
Marquee Moon si presenta come una suite rock composta di due parti: la prima, dalla durata di circa quattro minuti e mezzo contiene il cantato, effettuato da Verlaine, fatto su una base strumentale molto melodica e trascendentale. Il testo è ermetico e di difficile interpretazione. Ognuna delle tre strofe di quest'ultimo inizia dopo un'introduzione di chitarra a cui poi si aggiunge Billy Ficca, il batterista e finisce in contemporanea alla base. Questa struttura si spezza dopo il secondo ritornello, quando Richard Lloyd svolge un breve assolo di chitarra. La seconda parte è invece strumentale e basata su un lungo assolo di chitarra elettrica di Verlaine (ispirato al modo misolidio) che cresce man mano che si prosegue con l'ascolto per poi culminare in una grande esplosione musicale che si spegne immediatamente circa nel nono minuto. 
La composizione sembra finita, ma poi riparte una piccola ripresa del primo segmento, in cui Verlaine ricanta la prima strofa del testo, che si chiude con una minuscola coda di una sola nota eseguita da tutti gli strumenti all'unisono.

## Storia
Marquee Moon nacque durante i primi spettacoli dal vivo dei Television fatti nella prima metà degli anni settanta. Inizialmente era un pezzo improvvisato di otto minuti contenente le variazioni principali che si possono udire nella versione in studio. Soltanto con l'esecuzione ripetuta venne completato e arricchito, diventando un'epopea così complessa che Richard Hell fu costretto a lasciare la band proprio perché non riusciva a suonarla.
Nell'edizione originale in vinile dell'album, la canzone finiva a 9:58 dopo una dissolvenza, mentre nelle ristampe in CD essa si presenta nella sua durata totale (10:40).
Nel 1982, venne pubblicata dalla ROIR nell'album The Blow-Up una versione dal vivo di Marquee Moon della durata di ben quattordici minuti
Nonostante la sua lunghezza, che era troppo lunga per gli standard radiofonici, la canzone fu pubblicata come singolo nel Regno Unito ottenendo un discreto successo, raggiungendo la posizione 30 della Official Singles Chart. Nell'originale rilascio in vinile a sette pollici, il pezzo venne diviso in due parti: Marquee Moon (Part I) (3:13) b / w Marquee Moon (Part II) (06:45). 
Una versione alternativa del brano, con diversi assoli di chitarra ed esecuzioni percussionistiche, venne inclusa come bonus track dell'edizione rimasterizzata dell'album nel 2003.